# Paul Severs
Pour les articles homonymes, voir Sever.
Paul Severs, né le 26 juin 1948 à Uccle en Belgique et mort le 9 avril 2019 à Anderlecht (Belgique), est un chanteur, musicien et auteur-compositeur belge d'expression flamande.

## Biographie
Avant-dernier enfant d'une famille de sept, Paul Severs grandit à Huizingen, actuellement section de la commune de Beersel. Il suit les cours au collège du Sacré-Cœur de Hal, et apprend le piano le soir pendant cinq ans et achète sa première guitare. À l'âge de dix-sept ans, Severs est invité à devenir le chanteur principal de The Criminals, un groupe connu localement avec un répertoire principalement anglophone. Le responsable du groupe était le frère Pax (Wim de Rooij) de l'église des pères locale (les frères mineurs conventuels). Sur les conseils de frère Pax, le groupe envoie une démo au producteur de musique Jean Kluger, à la recherche de nouveaux talents. Kluger n'a pas été immédiatement impressionné par le groupe, mais il a vu du talent dans Severs, qu'il voulait mettre davantage à l'avant-plan. Il a également pensé que le groupe sonnait mieux en néerlandais. Sous le nom de Paul Severs & The Criminals, un premier single est sorti en 1966 : Geen wonder dat ik ween (Pas étonnant que je pleure), composé par Severs avec un texte de Nelly Byl. Cependant, ce ne fut pas un succès, et les prochains singles Met jou bij mij (Avec toi près de moi) et Geld (Monnaie) encore moins. La première chanson deviendra une classique plus tard dans sa carrière, et a été utilisée dans le film Firmin (2007).

### Années 1970
Le succès vint plus tard. Sa chanson Ik ben verliefd op jou (1970), écrite par lui-même comme la plupart de ses chansons, dépassa toutes les attentes et devint un super-tube. La version en néerlandais a été vendue à 120 000 exemplaires et resta en première position du hit-parade pendant de nombreuses semaines. La chanson fut traduite en anglais (I’m so in love with you, un succès aux Pays-Bas pour le groupe belge Octopus) et surtout en français J'ai tant besoin de toi par Crazy Horse vendu à 1 000 000 d'exemplaires.
D'autres succès dans les années 1970 ont été : Irina, Vaarwel en tot weerziens, Liefste meisje, Ieder mens (disque d'or, pour une chanson réligieuse), Ik heb rozen voor je mee, Lief.

### Années 1990
Dans les années 1990, il connaît une nouvelle période de succès avec Oh little darling et Zeg 'ns meisje / Toutes les filles, numéro 1 en Wallonie.
Invité plusieurs fois dans Dix qu’on aime (RTL) et dans l'émission de Pascal Sevran La Chance aux chansons, où il interprète ses chansons en français, Paul Severs a fêté 50 ans de carrière et un million de disques vendus, écrit 300 chansons et donné 15 000 concerts publics. Il habite à Saintes, section de la ville de Tubize[réf. nécessaire].

### Décès
Paul Severs meurt le 9 avril 2019, un mois après son hospitalisation après une chute de vélo causée par une crise cardiaque. Ses concerts réservés jusqu'à la fin de l'année ont été annulés après l'hospitalisation.

## Albums
- 1995 : Zingt Cliff Richard
- 1996 : 30 jaar - zijn grootste hits
- 2012 : Olé, Olé met Paul Severs.

## Filmographie

### À la télévision
- 2008 : Peter live (série TV) : lui-même - invité
- 2010 : De generatieshow (série TV) : lui-même
- 2013 : Lang Leve (série TV) : lui-même

## Récompenses et distinctions
Ses reconnaissances en termes de ventes sont belges ; elles reconnaissent la chanson Ik ben verliefd op jou (adaptation de la chanson J'ai tant besoin de toi, du groupe belge Crazy Horse) installée en 2009 dans l'Eregalerij des classiques - équivalent flamand du panthéon - de Radio 2) (VRT) ; en 2017, il a été récompensé par le « Golden Lifetime Award » à Aarschot pour sa carrière de cinquante ans dans la musique néerlandophone.